# Trogloneta
Trogloneta là một chi nhện trong họ Mysmenidae.